# Климовская (Коношский район)
Климовская — деревня в Коношском районе Архангельской области. Административный центр сельского поселения МО «Климовское».

## География
Деревня находится на юго-западе Коношского района, недалеко от административной границы с Вологодской областью. Деревня расположена на северном берегу озера Святое и восточном берегу озера Узловское. Юго-восточнее деревни протекает река Святица.

## История
В XVIII — XIX веках деревня входила в состав Введенской волости Кирилловского уезда Новгородской губернии.
Традиционно День Ротковца (группы из 32 деревень Коношского района, входящих в состав Климовского сельского поселения), отмечается 14 августа.

## Население
| 2002 | 2010 | 2012 |
| ---- | ---- | ---- |
| 263  | ↘241 | ↘237 |

Численность населения деревни, по данным Всероссийской переписи населения 2010 года, составляла 241 человек. В 2009 году числился 271 человек. В 2022, по прогнозам, 175 человек.

### Карты
- Климовская на Wikimapia Архивная копия от 22 июня 2007 на Wayback Machine
- [web.archive.org/web/20070823032341/mapp37.narod.ru/map1/index115.html Топографическая карта P-37-115,116. Климовская]
- Климовская. Публичная кадастровая карта Архивная копия от 5 марта 2016 на Wayback Machine